# Ernest Engel-Pak
Pour les articles homonymes, voir Engel.
Ernest Engel-Pak, né en 1885 à Spa et mort en 1965 à Valabre, est un peintre et lithographe belge.

## Biographie
Ernest Engel-Pak naît en 1885 à Spa. Vers 1900 il suit des cours de dessin à Spa.
Autodidacte, il a une jeunesse mouvementée, passant du temps à l'étranger en France, en Allemagne et aux Pays-Bas où il travaille dans plusieurs domaines. Il peint également sous le nom d'Engel-Rozier vers 1920. En 1923 il épouse Claire Rozier.
En 1924, il s'installe à Paris où il expose pour la première fois en 1926 à la Galerie Vignol des portraits, des vues de Corse et des scènes populaires parmi lesquelles les toiles Le Phénomène, Les Hommes au café, La Marchande de journaux, Dans le métro et L’Égaré. Il est en contact avec Torres-Garcia, qu'il rencontre en 1928 et qui est aussi un ami de Jean Hélion et Marcel Duchamp. En 1934, il s'installe en Provence. Après la guerre, son travail fait l'objet d'expositions collectives d'artistes abstraits, notamment au Salon des Réalités Nouvelles entre 1947 et 1956. Il a un certain nombre d'expositions individuelles en Espagne, en France, en Hollande et en Belgique et une exposition rétrospective de son travail est organisée à Aix-en-Provence en 1966.
Influencé par le cubisme de Torrès-Garcia, à partir de 1926 ses peintures deviennent plus monumentales et plus structurées. À la suite de sa découverte du surréalisme en 1929, il s'oriente vers un art lyrique et abstrait. Il expose avec les Surindépendants à Paris.  En 1931 à Bruxelles, il est l'un des fondateurs du Journal des poètes. Installé à Sanary en 1934, durant dix ans il mène une vie retirée de peintre et d'agriculteur. À partir de 1943, il signe Engel-Pak. En 1946 il adhère au groupe des Réalités nouvelles et illustre le texte de Paul Eluard Objets de Mots et des Images. 
À partir de 1954, il est conservateur du Pavillon de Chasse du Roi René a Valabre.
Il meurt en 1965 à Valabre.